# María Albina
María Albina (en castellà i oficialment Villa María Albina) és una entitat de població de l'Uruguai, ubicada a l'extrem sud del departament de Treinta y Tres, limítrof amb Lavalleja. Té una població aproximada de 100 habitants, segons dades del cens del 2004.
Es troba a 161 metres sobre el nivell del mar.